# Missionnaires de la Plaine
Les Missionnaires de la Plaine et de Sainte-Thérèse forment une congrégation masculine catholique de droit diocésain, originaire du diocèse de Luçon. Ils signent M.D.P.

## Historique
La congrégation a été fondée par Gabriel Martin (1873-1949), supérieur d'une union pieuse de prêtres diocésains employée à la prédication de missions populaires, dans les régions rurales de la Vendée méridionale. Entre 1910 et 1915, il organise une union de prêtres pour l'évangélisation de la zone de la Plaine qui s'était montrée réfractaire aux missions populaires.
La communauté se concentre sur les paroisses les plus déchristianisées du diocèse. Elle obtient le nihil obstat de la Congrégation pour les religieux, le 4 janvier 1928. L'évêque de Luçon, Mgr Garnier, érige l'association pieuse en congrégation cléricale, le 12 juillet 1928.
La spiritualité de la congrégation repose sur celle de sainte Thérèse de l'Enfant-Jésus qui inspirait la dévotion fervente du fondateur, notamment depuis sa lecture en 1908 de L'Appel aux petites âmes.

## Activité et diffusion
Les missionnaires de la Plaine se vouent au ministère paroissial, à la prédication de missions populaires, et au service des églises locales et des marginalisés.
Ils sont aujourd'hui présents surtout en Vendée, où ils animent l'église de Chaillé-les-Marais, mais également dans le Berry, en Charente-Maritime et dans la région parisienne (deux prêtres à Saint-Denis). Ils ont également une mission à Madagascar.
Leur maison généralice est à Chaillé-les-Marais. L'institut comptait une cinquantaine de religieux en 2009.

## Source
- (it) Cet article est partiellement ou en totalité issu de l’article de Wikipédia en italien intitulé « Missionari di la Plaine » (voir la liste des auteurs).